# تعطیلات (فیلم ۲۰۱۵)
تعطیلات (انگلیسی: Vacation) یک فیلم آمریکایی در ژانر کمدی و جاده‌ای به کارگردانی و نویسندگی جان فرانسیس دالی و جاناتان گلداستاین در اولین تجربه آن‌ها در مقام کارگردانی است. اد هلمز، کریستینا اپل‌گیت، لزلی من، بورلی دی آنجلو، کریس همسورث و چوی چیس از بازیگران اصلی فیلم هستند. این فیلم پنجمین قسمت از مجموعه فیلم‌های تعطیلات است که به عنوان دنباله‌ای مستقل برای فیلم تعطیلات وگاس (۱۹۹۷) محسوب می‌شود. این فیلم در ۲۹ ژوئیه ۲۰۱۵ توسط نیو لاین سینما و برادران وارنر منتشر شد و در مقابل بودجه ۳۱ میلیون دلاری، ۱۰۴ میلیون دلار فروخت.

## داستان
راستی گریزولد که خلبان شرکت هواپیمایی ارزان‌قیمت اکونو-ایر است متوجه می‌شود روابط خانوادگیش رو به سردی می‌رود. همسرش دبی افسرده و کسل به نظر میرسد، پسر بزرگشان جیمز بیش از حد خجالتی است و پسر کوچکشان، کوین برای تفریح، دیگران به خصوص جیمز را آزار می‌دهد. راستی همچنین می‌فهمد که تمام اعضای خانواده از تعطیلات هر ساله در یک کلبه تکراری در شیبویگان متنفر هستند و فقط به خاطر راستی آن را تحمل می‌کنند. 
راستی تصمیم می‌گیرد با تغییر در برنامه همیشگی، با اجاره یک ون خانواده‌اش را از شیکاگو به والی ورد ببرد. او امیدوار است این سفر طولانی جاده‌ای بتواند روابط بین اعضای خانواده‌اش را ترمیم کند.

## بازیگران
- اد هلمز در نقش راستی گریسولد، خلبان اکونو-ایر که در حومه شیکاگو زندگی می‌کند.
- کریستینا اپل‌گیت در نقش دبی فلچر گریسولد، همسر راستی
- اسکایلر گیزوندو در نقش جیمز گریسولد، پسر بزرگ راستی و دبی
- کریس همسورث در نقش استون کرندال و همسر آدری
- لزلی من در نقش آذری گریسولد-کرندال، خواهر راستی و همسر استون
- چوی چیس در نقش کلارک گریسولد، پدر راستی و آدری
- بورلی دی آنجلو در نقش آلن گریسولد، مادر راستی و آدری
- نورمن ریدس در نقش راننده کامیونی که خانواده راستی را تعقیب می‌کند.
- چارلی دی در نقش چاد، راهنمای قایقرانی در رودخانه که به تازگی دوست‌دخترش او را رها کرده‌است.
- ران لیوینگستون در نقش ایتان، خلبان و رقیب راستی
- کیگان-مایکل کی در نقش جک پترسون، دوست خانوادگی گریسولدها
- رجینا هال در نقش نانسی پترسون، همسر جک
- نیک کرول در نقش پلیس کلرادو
- کیتلین اولسون در نقش پلیس آریزونا
- مایکل پنیا در نقش پلیس نیومکزیکو
- هانا جتر در نقش دختری با فراری قرمز
- کالین هنکس در نقش جیک
- جان فرانسیس دالی در نقش رابرت